# Právo
«Право» (чеш. Právo) — чехословацкая, с 1993 — чешская ежедневная газета.
Возникла в 1989 году после «бархатной революции» из официального органа КПЧ «Руде право», которую было решено сделать «политически нейтральной» и соответствующим образом переименовать (название газеты «Руде право» означало по-чешски «Красное право»). В настоящее время газета «Право» официально не связана ни с какой политической партией. Материалы газеты часто касаются социальных вопросов, что позволяет говорить о её умеренно-левом уклоне.
Интернет-версией газеты является on-line журнал Novinky.cz.